# FCバルセロナ
FCバルセロナ（スペイン語: Fútbol Club Barcelona、カタルーニャ語: Futbol Club Barcelona）は、スペイン・カタルーニャ州バルセロナに本拠地を置くサッカークラブ。スペイン1部リーグであるラ・リーガに所属している。
スペイン国内においては通算80ものタイトルを獲得しており、同リーグにおいて28回の優勝を記録しているほか、コパ・デル・レイとスーペルコパ・デ・エスパーニャにおいては最多優勝記録を持つ。レアル・マドリードとアスレティック・ビルバオと並んで1929年のリーガ・エスパニョーラの創立以来、一度もプリメーラ・ディビシオン（1部）から降格したことがない。国際舞台においては5つのチャンピオンズリーグを含む22のタイトルを獲得している。2008-09シーズンには年間を通して参加することが可能である6つの主要な大会で全て優勝し、サッカークラブ史上初めてとなる主要タイトル年間6冠を達成した。
世界で最も支持されているクラブの一つであり、バルセロナのSNS全体の総フォロワー数は3億4200万人でサッカークラブとしては世界2位である。また世界で4番目に価値の高いスポーツチームである。

## 概要

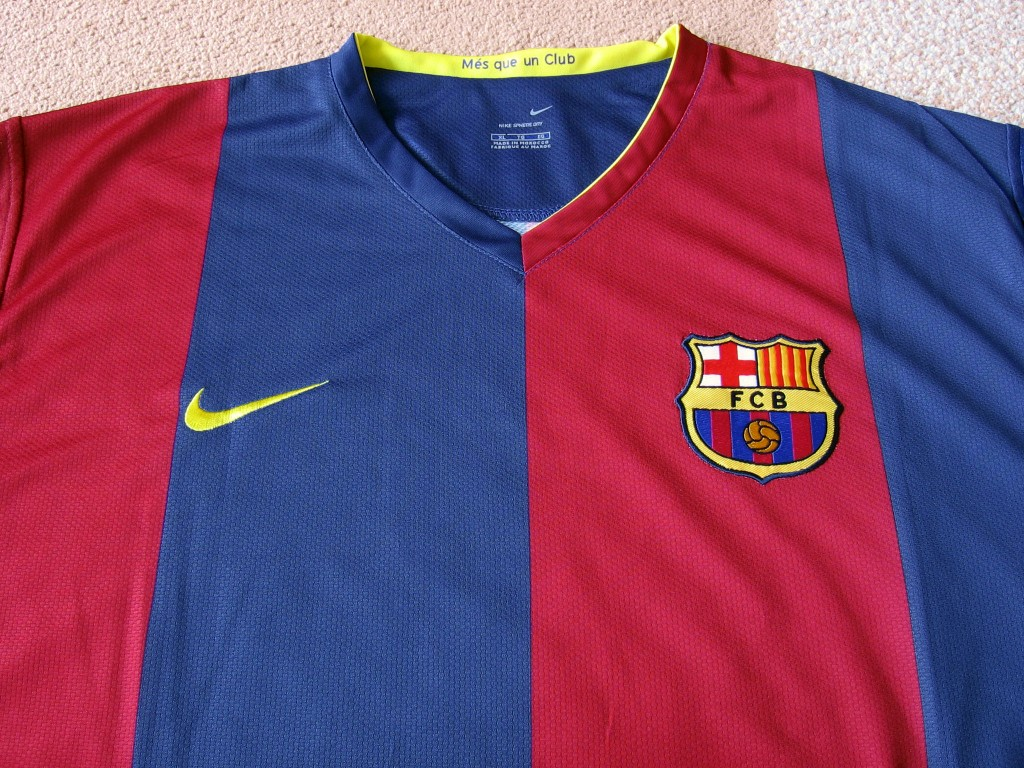
FCバルセロナのユニフォーム。首に「クラブ以上の存在（MÉS QUE UN CLUB）」とある。またエンブレムはバルセロナ市の旗を基にしている。

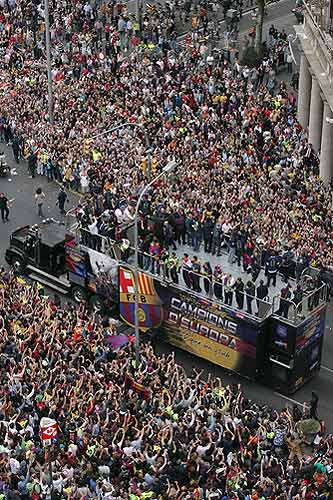
UEFAチャンピオンズリーグ 2005-06優勝パレードの様子。

1899年に創立されたクラブであり、カンプ・ノウをホームスタジアムとしている。愛称は「バルサ（カタルーニャ語: Barça）」、またはクラブカラーから「ブラウ・グラナ（カタルーニャ語: Blau Grana、青と臙脂）」と呼ばれる。プリメーラ・ディビシオンに所属しており、レアル・マドリードと並び、世界を代表する強豪クラブである。同リーグにおいて28回の優勝を記録しているほか、レアル・マドリードとアスレティック・ビルバオと並んでリーガ・エスパニョーラの創立以来、一度もプリメーラ・ディビシオンから降格したことがないクラブである。また、コパ・デル・レイにおいては32回の最多優勝記録を持ち、スペイン国内で最多記録となる9回の同一シーズンにおけるリーガ・エスパニョーラ優勝とコパ・デル・レイ優勝のダブルを達成している。さらに、スペイン国内でシーズントレブルを達成した唯一のクラブであり、ヨーロッパのクラブとしては史上初めて2度のトレブルを達成したクラブである。2010-11シーズンには年間を通して参加することが可能である6つの主要な大会を全て優勝し、史上初めてとなる主要タイトル年間6冠を達成している。2021年にはFCバルセロナ・フェメニがUEFA女子チャンピオンズリーグで優勝したことにより、男女で初めてUEFAチャンピオンズリーグを制したチームとなった。
「クラブ以上の存在（カタルーニャ語: MÉS QUE UN CLUB）」がクラブのスローガンであり、ユニフォームの後襟にもこの言葉がプリントされているほかカンプ・ノウの客席にも椅子の色を変えて示されている。これは1919年のカタールニャ自治憲章制定運動で登場したのがはじめであり、「カタルーニャ民族主義の精神の現れ」「FCバルセロナはカタルーニャ民族主義の象徴である」「FCバルセロナ人のアイデンティティーの象徴」などと言われる。またスペイン屈指の商業都市バルセロナの市民社会の拠り所という意味も含まれる。
「攻撃的でスペクタクルなフットボール」をクラブのアイデンティティとしており、試合に勝ったとしても内容が伴わなければサポーターから容赦ないブーイングが浴びせられる。このような習慣はスペイン国内の多くのクラブチームに存在するものではあるが、FCバルセロナは特にこの傾向が顕著であり、結果よりも内容で遥かに大きいものを求められる面が強い。これにはFCバルセロナのレジェンドであるヨハン・クライフが体現したトータルフットボールによる側面が強い上にクライフの影響を強く受けたルイ・ファン・ハールやフランク・ライカールトが今のFCバルセロナの礎ともなっているポゼッションサッカーを発展させ、これを元に作られたのがジョゼップ・グアルディオラが提言したティキ・タカとなっている。

### 運営
クラブ運営上の特徴として一般市民などからの会員を募り、その会費でチームを運営している点が挙げられる。会員は現在世界中で18万に達しており、日本でも2004年6月より会員の募集が行われている。「ラ・マシア」と呼ばれる下部組織が非常に発達しており、現チームの選手も含め幾多の名選手を輩出してきた。このラ・マシア（カンテラ）出身選手は生え抜きとしてサポーターから特に絶大な声援を受けることが多い。
2014年1月、世界最大の会計事務所である『デロイト』が公表したデロイト・フットボール・マネー・リーグでは、2012-13シーズンのクラブ収入は4億8260万ユーロであり、レアル・マドリードに次ぐ世界第2位である。また、イギリスメディアが2012年に公表した調査によると、FCバルセロナの平均年俸は約868万ドルと推定されており、世界で最も平均年俸が高いクラブであることが判明し、ニューヨーク・ヤンキースやロサンゼルス・レイカーズなどアメリカのスポーツチームを含めて世界一である。
一方で、巨額の債務を抱えるクラブでもあり、2021年1月25日に発表された年次報告書から、その額は約1478億円にのぼることが判明した。また、デイリー・メールによると、リヴァプールからブラジル代表MFフィリペ・コウチーニョを獲得する際の移籍金1億4200万ポンドの支払いの残り約2500万ポンドなど、19のクラブからの総額約1億1200万ポンド(約159億円)にのぼる「借金」がある。
財政難に陥ったクラブの立て直しのため、2022年夏にはテレビ放映権の25％の売却を皮切りに、子会社の資産を一部売却している。2022年9月には、世界有数の経済誌『フォーブス』によるスポーツチームの資産価値の格付けにおいて50億ドルと算出されており、レアル・マドリードに次ぐ世界2位のサッカークラブとなっている。

### 他クラブとの関係
サッカーのみならず政治的、地域的に長年の対立関係にある首都マドリードを本拠地とするレアル・マドリードとは、長年に渡って最大のライバルである。このレアル・マドリードとの試合は『エル・クラシコ（El Clásico）』と呼ばれ、1902年の第1回コパ・デルレイ（スペイン国王杯）から因縁の対決を続けている。その背景には、1923年-1930年のプリモ・デ・リベーラ将軍による独裁政権時代、さらに1939年-1975年におけるフランコ独裁政権時代のカタルーニャに対する弾圧がある。当時、カタルーニャの人々は自分たちの言語であるカタルーニャ語を公の場で話すことが許されなかったが、スタジアムの中でのみそれが許された。対戦成績は長きに渡ってレアル・マドリードが上回っていたが、2019年3月2日のエル・クラシコでFCバルセロナが勝利したことで、通算対戦成績がバルセロナ96勝、レアル・マドリード95勝、51分けとなり、およそ87年ぶりにバルセロナがクラシコを勝ち越した。バルセロナとレアル・マドリード間の移籍は「禁断の移籍」とされ、「裏切り」と呼ばれることも多い。第三者のクラブ選手の移籍においても競合することが多く、これまで幾多の選手をめぐって争奪戦を繰り広げている。
同じくバルセロナを本拠地とするRCDエスパニョールとの試合はバルセロナダービーまたはカタルーニャダービーと呼ばれる。

### 政治性
2012年9月11日、会長のサンドロ・ロセイは個人としてカタルーニャ独立を支持するデモに参加した。9月11日は、スペイン継承戦争の最後の戦いであるバルセロナ包囲戦で、カタルーニャがスペイン・フランス連合軍に敗北した日であり、カタルーニャではカタルーニャの日として特別な記念日となっている。カタルーニャの独立運動が勢いを増す中、FCバルセロナは独立派勢力から距離を置くなど中立性を維持してきた。しかし、ロセイは今後、FCバルセロナが政治的中立性を保つことは出来ないだろうと語った。

## 歴史

### カタルーニャ民族主義の中の草創期

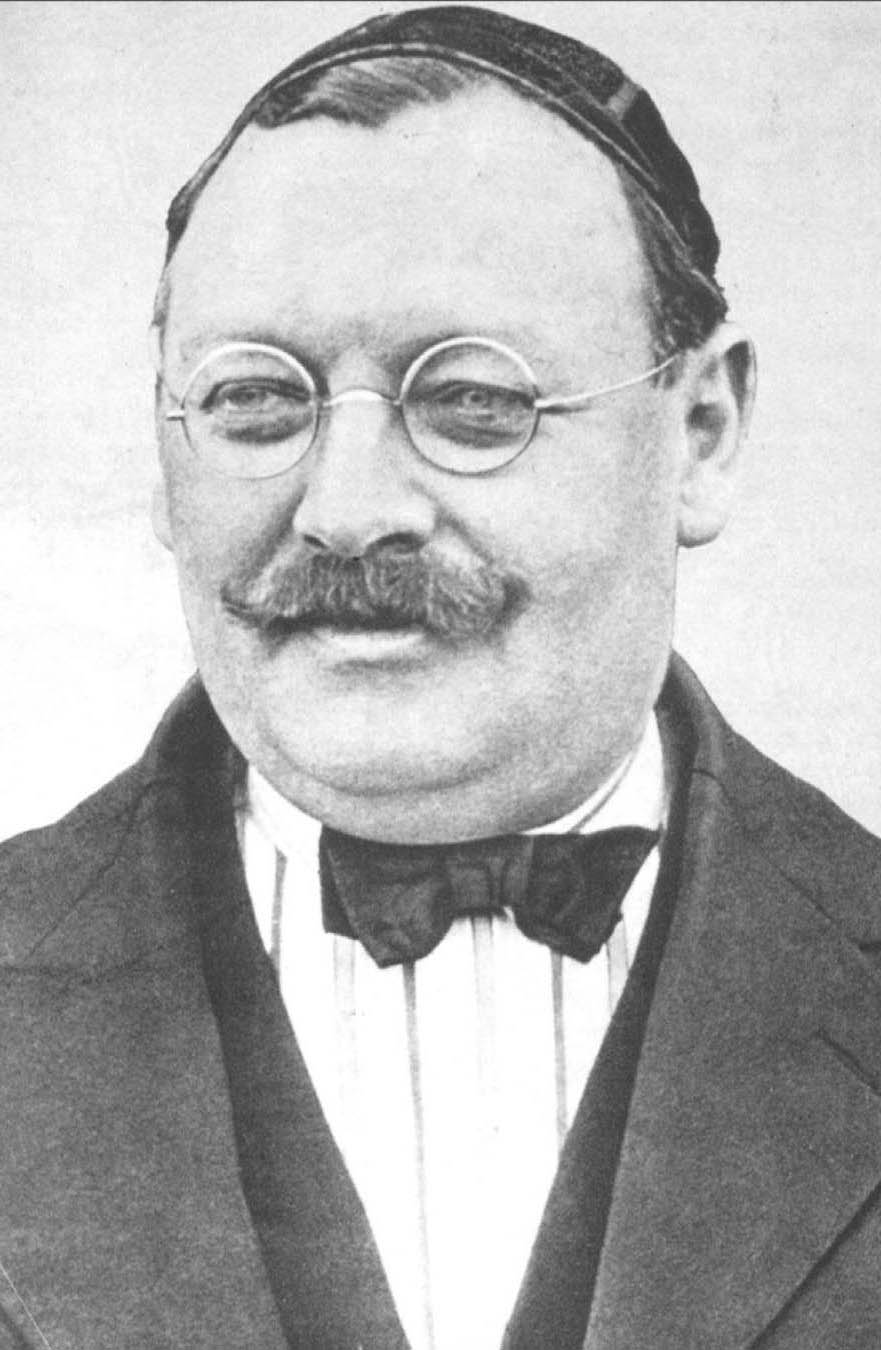
創始者のジョアン・ガンペール

1899年にスイス人実業家ジョアン・ガンペールら11名により創立された。この時、上記の「えんじと青」のチームカラーが決められたが、このチームカラーとなったのは、ガンペールの縁深かったFCバーゼルのチームカラーを真似た物と一般的には信じられている。初代会長はイギリス人のウォルター・ワイルド。設立から11年後の1910シーズンにはコパ・デル・レイで優勝した。1919年の『カタルーニャ自治憲章』制定運動がバルセロナを中心をするカタルーニャで起きたが、マドリードの中央政府が難色を見せるこの地方自治運動にFCバルセロナも参加した時に「クラブ以上の存在」というスローガンが初めて使用された。

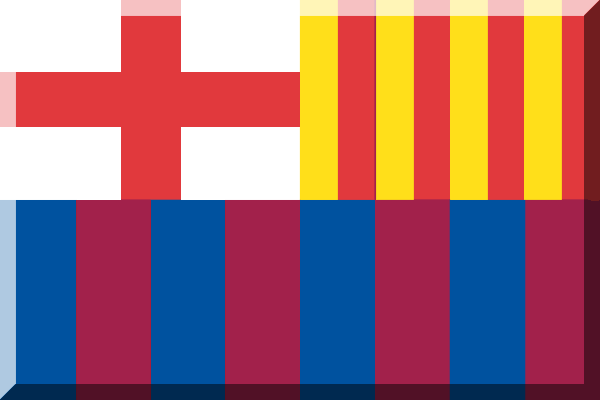
FCバルセロナのエンブレムの基本。上半分を占める白地に赤の十字架はカタルーニャの守護聖人サン・ジョルディの十字（イングランドの国旗と同じ）、黄色（黄金）に4本の赤の縞はカタルーニャの国旗で、バルセロナの市の旗と同じである。

### スペイン内戦と独裁政権期
設立から30年目を迎えようとする1929シーズンにはエスパニョーラで初めて優勝したが、その後勃発するスペイン内戦がチームの運命を暗転させた。スペイン内戦時にはカタルーニャはフランシスコ・フランコの独裁政権に強く抵抗した。1935年には会長J・スニョルは暗殺され、ソシオの会員数は250人までに減少した。内戦後にはカタルーニャはフランコ政権の目の敵にされ、カタルーニャ語の使用の禁止など政治経済のみならず文化面でも抑圧された。しかしバルセロナのブルジョワの独裁政権への運動もありFCバルセロナは「クラブ以上の存在」すなわちカタルーニャ民族主義の象徴として維持された。とはいえ1940年代にはフランコ政権の支援を受けたレアル・マドリードが力を伸ばしてきた時期であり、1943年の総統杯ではレアル・マドリードに11-0で敗北している。これはレアル・マドリードが中央政府の支援を受けており、戦力の差が広がった結果である。FCバルセロナとレアル・マドリードの「因縁」はこのころに形成された。またFCバルセロナのエンブレムにあるカタルーニャ国旗の部分はスペイン国旗に変更された。
しかしながら1960年代の本格化するバルセロナの経済発展と人口増は住宅需要をもたらし、FCバルセロナは「レス・コルツ」スタジアムを売却して、郊外に新しいスタジアムを建設した。1957年に落成した新スタジアムが現在の本拠地「カンプ・ノウ」である。カンプ・ノウの建設には当初予算を3倍も上回るものとなったが、周辺の土地にスポーツ関連施設を建設するなどの不動産経営で得た利益はクラブ経営の経済的基盤となった。1955-56シーズンはインターシティーズ・フェアーズカップにてそれぞれ初優勝を果たした。1973年にヨハン・クライフを、翌1974年にヨハン・ニースケンス獲得した。1974-75年シーズンにはチャンピオンズカップで準決勝まで進むが、リーズ・ユナイテッドFCに競り負けて決勝進出はならなかった。

### ホセ・ルイス・ヌニェス会長時代
1978年にホセ・ルイス・ヌニェスが会長職に就任。1980年にはキニ、ベルント・シュスターを獲得し、1980-81シーズンはコパ・デル・レイ優勝を達成。1982年にはディエゴ・マラドーナを獲得し、1982-83シーズンはコパ・デル・レイ優勝、1983-84シーズンにはスーペルコパ・デ・エスパーニャ優勝、1984-85シーズンにはリーガ優勝を果たした。1986年夏の移籍市場ではアンドニ・スビサレッタらを獲得。チャンピオンズカップの決勝に進出したが、PK戦の末、ステアウア・ブカレストに敗れた。1987-88シーズンはコパ・デル・レイ優勝を達成したほか、シーズン終盤にヨハン・クライフが監督に就任。1988年夏の移籍市場ではフリオ・サリナス、ホセ・マリア・バケーロ、チキ・ベギリスタイン、エウセビオ・サクリスタン・メナ、アンドニ・ゴイコエチェアを獲得し、1988-89シーズンはFCバルセロナBからギジェルモ・アモールを昇格させ、カップウィナーズカップで優勝を果たす。1989年夏の移籍市場ではロナルド・クーマン、ミカエル・ラウドルップを獲得し、1989-90シーズンはコパ・デル・レイ優勝を達成する。
1990年夏の移籍市場ではフリスト・ストイチコフを獲得し、1990-91シーズンはFCバルセロナBからアルベルト・フェレール、ジョゼップ・グアルディオラらを昇格させ、リーガ優勝を達成。1991年夏の移籍市場ではミゲル・アンヘル・ナダルを獲得し、1991-92シーズンはスーペルコパ・デ・エスパーニャ、リーガを、更にUEFAチャンピオンズカップ決勝ではクーマンのゴールにより、UCサンプドリアを1-0で破り、同タイトルの初優勝を果たしたした。1992-93シーズンはスーペルコパ・デ・エスパーニャとリーガにて優勝を果たすがインターコンチネンタルカップではストイチコフのゴールで先制するも、1-2で敗れた。1993年夏の移籍市場ではロマーリオを獲得し、1993-94シーズンはFCバルセロナBからセルジ・バルフアンを昇格させ、リーガ4連覇を達成した。しかし、チャンピオンズリーグでは決勝に進出するも、ACミランに0-4で敗れた。これらの実績を残した当時のチームはエル・ドリーム・チームと称された。
1994年夏の移籍市場では、ラウドルップ、サリナス、ゴイコエチア、スビサレッタらこれまでの主要選手たちが退団、代わりにハジ、アベラルドらを獲得、ジョルディ・クライフがトップチームに昇格した。スーペルコパ・デ・エスパーニャ優勝を達成。1995年夏の移籍市場ではクーマン、ストイチコフが退団、ルイス・フィーゴ、イバン・デ・ラ・ペーニャ、プロシネツキ、ポペスクらを大型補強するも、1995-96シーズンは無冠に終わり、シーズン終了後にクライフは解任された。
1996-97シーズンはボビー・ロブソンが監督に就任し、1996年夏の移籍市場ではロナウド、ルイス・エンリケらを獲得、ストイチコフが復帰した。同シーズンはスーペルコパ・デ・エスパーニャ、コパ・デル・レイ、更にカップウィナーズカップ優勝を果たした。
1997-98シーズンはルイ・ファン・ハールが監督に就任し、1997年夏の移籍市場ではリバウド、ミハエル・ライツィハーらを獲得。シーズン途中にホセ・マリア・バケーロが退団した。同シーズンはリーガ・エスパニョーラ優勝とコパ・デル・レイ2連覇の2冠を達成。
1998年夏の移籍市場ではパトリック・クライファート、フィリップ・コクーらを獲得し、1999年冬の移籍市場ではフランク・デ・ブール、ロナルド・デ・ブールを獲得。1998-99シーズンはFCバルセロナBからシャビ・エルナンデスを昇格させ、UEFAチャンピオンズリーグでは2年連続でグループリーグ敗退するものの、リーガ・エスパニョーラ2連覇を達成する。
1999-2000シーズンはFCバルセロナBからカルレス・プジョルを昇格させる。UEFAチャンピオンズリーグでは準決勝で敗退、リーグ戦でも下位チームとの敗戦や引き分けによる取りこぼしが目立ち、デポルティボがリーグ優勝したことで同シーズンは無冠に終わる。
一方、オランダ人選手の加入に伴うカンテラ出身選手の冷遇、1999-2000シーズンのチームの体たらくなどでソシオの不満が爆発し、その責任を取るかたちでヌニェスが会長職を辞任。シーズン終了後にファン・ハールも監督を退任した。

### ジョアン・ガスパール会長時代
1999-2000シーズン終了後に会長選を実施し、ジョアン・ガスパールが会長に就任する。
2000年夏の移籍市場では、ルイス・フィーゴがレアル・マドリードへ禁断の移籍を果たすことになったが、ジェラール・ロペス、マルク・オーフェルマルスらを獲得するも、2000-01シーズンは無冠に終わる。2001年夏の移籍市場ではハビエル・サビオラらを獲得するも、2001-02シーズンも無冠に終わる。2002-03シーズンはFCバルセロナBからアンドレス・イニエスタ、ビクトル・バルデス、オレゲール・プレサスを昇格させるも、4季連続の無冠に終わった。

### 第一次ジョアン・ラポルタ会長時代
2003年にヨハン・クライフの顧問弁護士を務めてたジョアン・ラポルタが会長に就任。ラポルタはクラブOBで元監督だったヨハン・クライフとの関係を深め、監督人選もクライフの意見が反映された。
2003-04シーズンはフランク・ライカールトが監督に就任。2003年夏の移籍市場ではロナウジーニョ、ルイス・ガルシア、ラファエル・マルケス、ジョバンニ・ファン・ブロンクホルストらを獲得し、2004年冬の移籍市場ではエドガー・ダーヴィッツを獲得。同シーズンは無冠に終わるも、後半戦での巻き返しにより最終節終了にて2位で終わる。
2004年夏の移籍市場ではサミュエル・エトー、ヘンリク・ラーション、リュドヴィク・ジュリ、デコ、エジミウソンらを獲得し、ファン・ブロンクホルスト以外のオランダ人選手を一斉に放出。2004-05シーズンはFCバルセロナBからリオネル・メッシを昇格させ、リーガ・エスパニョーラ優勝を果たした。
2005-06シーズンはスーペルコパ・デ・エスパーニャ、リーガ・エスパニョーラ、UEFAチャンピオンズリーグにて優勝を達成する。
2006年夏の移籍市場ではジャンルカ・ザンブロッタ、リリアン・テュラム、エイドゥル・グジョンセンらを獲得。2006-07シーズンはスーペルコパ・デ・エスパーニャ2連覇を達成するが獲得したのはこの3人に留まった。リーガ・エスパニョーラでは前年の得点王だったエトーが、UEFAチャンピオンズリーグのブレーメン戦で半月板を断裂し、5節から20節まで欠場し、メッシも10月12日のレアル・サラゴサ戦で足を踏まれ、左第5中足骨基部骨折し11節から21節まで離脱。この2人を欠いて臨んだ試合で5勝4分け1敗と失速し、優勝した前年と同じ勝ち数ながらレアル・マドリードに勝ち点で並ばれ、クラシコで1分け1敗と負け越した関係で2位に終わった。コパ・デル・レイでは準決勝のヘタフェ戦においてホームでの第1戦を5-2で終えながらアウェーでの第2戦を0-4で落としてしまい逆転負けでベスト4敗退、UEFAチャンピオンズリーグではリヴァプールと対戦し、第1戦でデコのゴールで先制しながら逆転負けし、2戦合計2-2ながらアウェーゴール数で劣りベスト16に終わる。UEFAスーパーカップではセビージャFCに敗れて準優勝に終わり、エトーとメッシが2人共欠場した状態で臨まなければならなかったFIFAクラブワールドカップ2006でも決勝でブラジルのインテルナシオナルに敗れ準優勝に終わる。

2007年夏の移籍市場ではティエリ・アンリ、ガブリエル・ミリート、トゥーレ・ヤヤ、エリック・アビダルを獲得するも、ロナウジーニョの夜遊びでコンディションを崩したり、デコを筆頭にエゴをまき散らして移籍願望ともとれる発言をしたり、新たなる象徴になりつつあったメッシ、ピッチに立てば高い決定力を誇るエトーが怪我で離脱したりと自滅してしまい、24シーズンぶりにレアルとのクラシコに連敗を喫し、2007-08シーズンはスーペルコパ・デ・エスパーニャには出場していないので、4季ぶりの無冠に終わり、シーズン終了後にライカールトは監督を退任した。

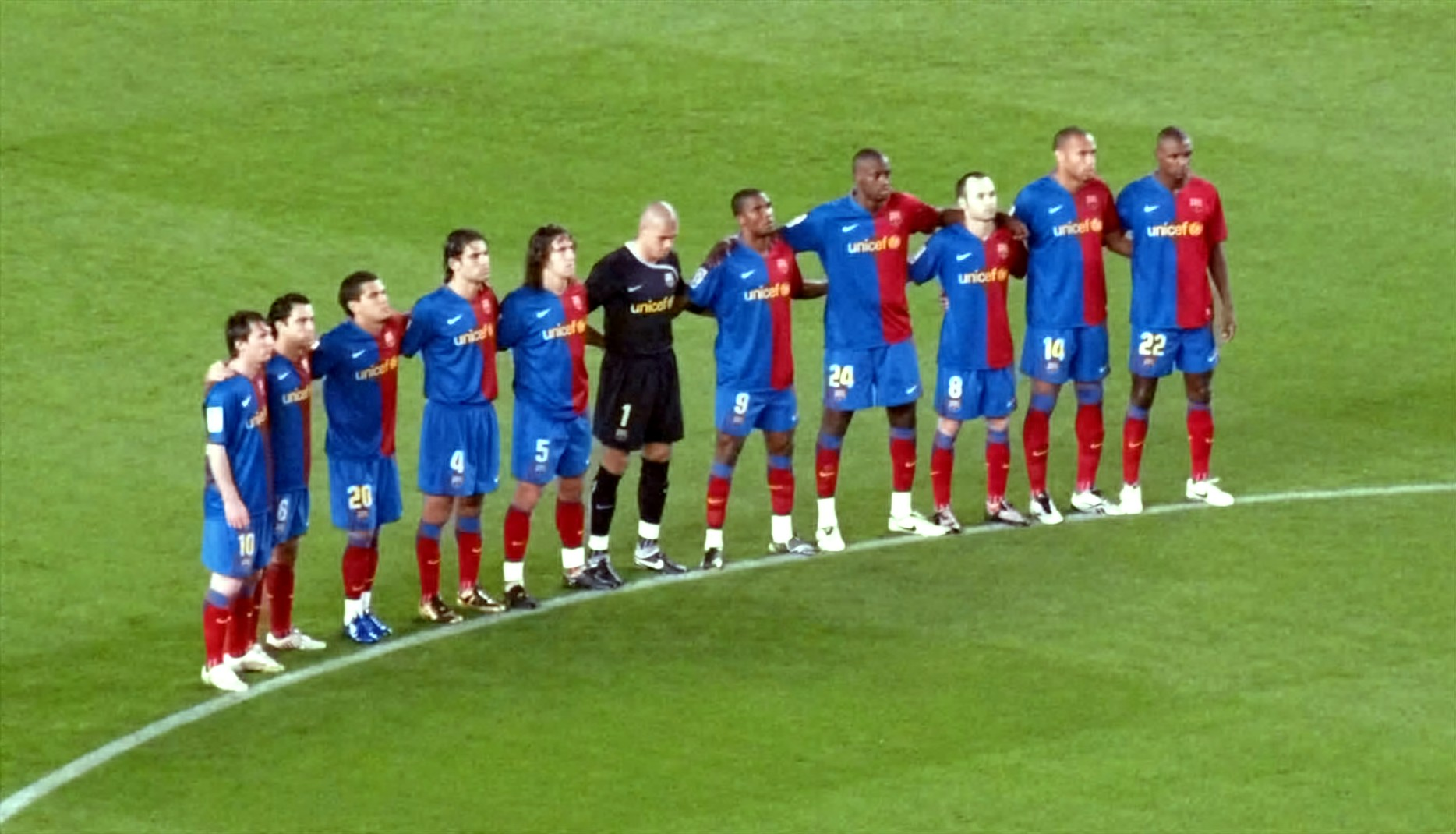
2008-09シーズンのバルセロナの選手たち。

2008-09シーズンはFCバルセロナBの監督を務めていたジョゼップ・グアルディオラがトップチームの監督に就任。2008年夏の移籍市場ではダニエウ・アウヴェス、セイドゥ・ケイタ、ジェラール・ピケらを獲得し、FCバルセロナBからペドロ・ロドリゲス、セルヒオ・ブスケツらを昇格させた。同シーズンはリーガ・エスパニョーラ、コパ・デル・レイ、UEFAチャンピオンズリーグにて優勝を達成し、スペイン史上初めての主要タイトル3冠を達成した。

2009年夏の移籍市場ではエトーとのトレードでズラタン・イブラヒモビッチを獲得したほか、マクスウェル、ドミトロ・チグリンスキーを獲得。2009-10シーズンはUEFAスーパーカップ優勝、スーペルコパ・デ・エスパーニャ優勝、FIFAクラブワールドカップ2009優勝を果たして史上初の年間6冠を達成したほか、リーガ・エスパニョーラ2連覇を達成した。2010年夏の移籍市場ではダビド・ビジャを獲得するも、同年6月30日をもってラポルタは任期満了に伴い会長職を退任した。

### サンドロ・ロセイ会長時代
2010年にサンドロ・ロセイが会長に就任。ロセイが会長に就任以降もチームはタイトルを獲得する。一方で、カタール財団との胸スポンサーに端を発する商業主義の導入等で、クライフや前任者との対立姿勢を示すこととなり、監督人選もそれが色濃く反映された。
2010年夏の移籍市場ではアドリアーノ、ハビエル・マスチェラーノを獲得。2010-11シーズンはスーペルコパ・デ・エスパーニャ2連覇、リーガ・エスパニョーラ3連覇、UEFAチャンピオンズリーグ優勝を達成した。2011年夏の移籍市場ではアレクシス・サンチェス、セスク・ファブレガスを獲得。2011-12シーズンは2008-09年以来3年ぶりのコパ・デル・レイ優勝、スーペルコパ・デ・エスパーニャ、UEFAスーパーカップ、FIFAクラブワールドカップ2011においてはここ3年で2度目の優勝を達成するが、リーガ・エスパニョーラでは4月のクラシコでグアルディオラ就任後初めてレアル・マドリードに敗れて2位に終わり、UEFAチャンピオンズリーグでは準決勝チェルシー戦で敵地で0-1で落とし、ホームではブスケッツの先制ゴールから前半36分には相手の主将・ジョン・テリーを退場に追い込み、その6分後にイニエスタが2戦合計で逆転となるゴールを奪ったが、前半アディショナルタイムに自陣でマスチェラーノがフランク・ランパードにボールを奪われ、スルーパスに合わせたラミレスにループシュートを決められてわずか3分でリードを吐いてしまい前半を折り返す。後半2分にファブレガスがディディエ・ドログバに倒されてPKを獲得するが、3年連続のバロンドールを受賞しながらもチェルシー戦に限ってはカンテラから昇格して以降当時7戦連続でノーゴールのメッシがクロスバーに当てる痛恨のPK失敗、この試合だけで22本のシュート（第1戦と合わせると66本）を浴びせるも再逆転のゴールを奪えず、逆にアディショナルタイムに選手がほぼ全員相手陣内に残っていた所をフェルナンド・トーレスにドリブルで独走されると、バルデスも躱されてとどめの2試合合計3失点目を喫し万事休す。2シーズン前のインテルと同じく10人に追い込みながらもカンプ・ノウで連覇の望みが潰え、シーズン終了後にグアルディオラは監督を退任した。
2012-13シーズンはアシスタントコーチをつとめていたフランセスク・ビラノバが監督に就任。2012年夏の移籍市場ではジョルディ・アルバ、アレクサンドル・ソングを獲得。11月25日の4-0で大勝したアウェーでの第13節レバンテ戦では、13分にダニエウ・アウヴェスの負傷に伴いマルティン・モントヤがピッチに入ったことで、クラブの近代史上初となる、11人全員がバルセロナの下部組織出身選手という編成が完成した。75分からはジョルディ・アルバに代わってアドリアーノ・コレイアが入り、再びカンテラーノは10人の状態へと戻った。12月にビラノバが病気を理由にチームを暫く離れることになり、3月の下旬まで助監督のジョルディ・ロウラがチームを率いることとなった。監督復帰後のUEFAチャンピオンズリーグ 2012-13の準決勝では、バイエルン・ミュンヘンに2戦合計0-7で惨敗。リーガ・エスパニョーラはリーグ史上最多記録に並ぶ勝ち点100を達成して優勝するも、シーズン終了後にビラノバは健康上の理由から監督を退任した。
2013-14シーズンはヘラルド・マルティーノが就任し、2013年夏の移籍市場ではネイマール、デニス・スアレスを獲得。2013-14シーズンはスーペルコパ・デ・エスパーニャ優勝を果たすも、ネイマールの移籍オペレーション問題の責任を取るかたちで、シーズン途中の2014年1月24日にロセイは会長職を辞任した。

### ジョゼップ・マリア・バルトメウ会長時代
ロセイの退任に伴い、副会長のジョゼップ・マリア・バルトメウが暫定的な会長に就任。
2013-14シーズンは、リーグ史上最多記録となる59週連続首位を達成するも、守護神のバルデスが11月19日の国際Aマッチデーに組まれたスペイン対南アフリカの試合で右足脹脛の肉離れと、3月26日のセルタ戦で相手のフリーキックをキャッチしようとして着地に失敗した事で右膝の前十字靭帯の損傷という全治半年以上の重傷を負って離脱。戦術面でも前線と最終ラインが間延びし、ゲームコントロールと守備力の低下を招く戦術面の課題をマルティーノが最後まで解決出来なかった事で、リーグではアトレティコ・マドリードの後塵を拝する2位、UEFAチャンピオンズリーグでも準々決勝のスペイン対決でそのアトレティコに敗れてベスト8、コパ・デル・レイでは決勝戦でリーグ戦では2連勝した筈のレアルに敗れて準優勝、6シーズンぶりに主要タイトル無冠となり、シーズン終了後にマルティーノは解任された。またこのシーズンを持ってキャプテンであったカルレス・プジョルが引退した。
2013-14シーズン終了後、バルトメウが正式に会長に就任。
2014-15シーズンはルイス・エンリケが監督に就任。2014年夏の移籍市場では、セスク・ファブレガスや、アレクシス・サンチェスを放出した一方、リヴァプールからクラブ史上最高額の移籍金でルイス・スアレスを獲得したほか、クラウディオ・ブラーボ、マルク＝アンドレ・テア・シュテーゲン、ジェレミー・マテュー、イヴァン・ラキティッチ、トーマス・フェルメーレンらを獲得し、下部組織からジョルディ・マシップを昇格させた。メッシ、スアレス、ネイマールという南米3か国のエースで構成された3トップを生かした縦に早いサッカーを展開し110ゴールの内3人だけで81ゴールを挙げ同シーズンは2季ぶりのリーガ・エスパニョーラ優勝、3季ぶりとなるコパ・デル・レイ優勝を果たし、スペイン史上最多となる6度目のリーガ・エスパニョーラとコパ・デル・レイの国内タイトル2冠を達成した。さらにUEFAチャンピオンズリーグではグループリーグでオランダ王者アヤックス、フランス王者パリ・サンジェルマン、キプロス王者APOELと対戦し、決勝トーナメントではイングランド王者マンチェスター・シティ、フランス王者パリ・サンジェルマン、ドイツ王者バイエルン・ミュンヘン、イタリア王者ユヴェントスと、全ての対戦で各国前年度リーグ王者を撃破して優勝を達成した史上初のクラブに。ヨーロッパのクラブとしては史上初となる2度目の主要タイトル3冠を達成した。メッシ、スアレス、ネイマールの前線は3人の頭文字を取ってMSNと呼ばれ、3人で公式戦122ゴールを決め、スペインサッカー史上最も多くのゴールを奪った3トップとなった。
5月21日、シャビ・エルナンデスが今季限りで退団することを発表し、カタールのアル・サッドへの移籍も発表された。また、シーズン終了後会長選挙が行われ、バルトメウが再選を果たした。
FIFAから2015年夏の移籍市場での補強禁止処分を下されているため、他チームからの補強が出来なくなっていたが、来冬まで出場出来ないという条件付きでアレイクス・ビダル、アルダ・トゥランを獲得した。2015-16シーズンはUEFAスーパーカップ優勝を果たし、これによってACミランを抜いて欧州最多の19回の国際タイトル獲得記録を樹立した。さらにFIFAクラブワールドカップ2015で大会最多の3度目の優勝を果たして2015年を5冠で締めくくった。ちなみにこれが過去10年間で24タイトル目となり、1クラブの10年間でのタイトル獲得数としては史上最多のペースである。12月30日のベティス戦では年間180ゴールを達成して1クラブとしての年間最多得点記録を樹立した。2016年の3月3日のラージョ・バジェカーノ戦の勝利でスペインのクラブとしては史上最多となる公式戦35戦連続無敗記録を達成し、最終的には39戦まで無敗記録を伸ばした。4月30日のベティス戦ではMSNによる公式戦123ゴールを達成して昨シーズンの記録を更新し、最終的に公式戦131ゴールを記録した。リーグ戦では一時2位に勝ち点9差を付け、首位を独走するも、後半に3連敗するなど失速し優勝争いは最終節にまでもつれ込んだ。その後は全試合を無失点で勝利して逃げ切りに成功し、リーガ・エスパニョーラ24回目の優勝を果たし、連覇を達成した。UEFAチャンピオンズリーグではグループステージを無敗で通過、決勝トーナメントでは1回戦のアーセナルには2戦合計5-1で快勝。コパ・デル・レイでも決勝でセビージャを延長戦の末2-0で破って連覇を果たし、7回目の2冠を達成した。だがリーガ・エスパニョーラで挙げた112ゴールの内MSNで挙げたゴール数が90と前線3人への依存度が高くなったツケが3月25日からのワールドカップ南米予選でブラジル代表にアウベス、ネイマール、アルゼンチン代表にメッシ、ウルグアイ代表にスアレス、チリ代表にブラーボを取り上げられて南米と欧州を往復しなければならなかった為にMSNのパフォーマンスを落とした事で回ったのに加え、日本で開催されたFIFAクラブワールドカップも含めた超過密日程にも苛まれて、準々決勝アトレティコ戦では1stレグは勝利するも2ndレグで敗れて合計スコア2-3で敗退。またしてもUEFAチャンピオンズリーグ連覇の夢が潰えた。
2016-17シーズンはデニス・スアレスの復帰、サミュエル・ユムティティ、リュカ・ディニュ、アンドレ・ゴメス、パコ・アルカセル、ヤスパー・シレッセンの獲得を発表。若手選手の大幅補強によりチームの若返り化を進めた。シーズン開幕前にはスーペルコパ・デ・エスパーニャのタイトルを獲得した。2017年2月19日、リーグ戦のCDレガネス戦では史上初となる先発した11人のうち、スペイン人がセルジ・ロベルトの1人のみの珍記録があった。チャンピオンズリーグの決勝トーナメントではベスト16でパリ・サンジェルマンと対戦し、1stレグで0-4と大敗するも、2ndでは6-1と大勝し準々決勝に進出した。4点差からの逆転劇は大会史上初である。準々決勝ではユヴェントスと対戦。1stレグで0-3と大敗すると、ベスト16のような2ndレグでの大逆転を期待されたが、2ndレグは枠内シュート1本に終わりスコアレスドロー。2戦合計0-3で敗退した。リーガではアラベスにホームで敗れたり、マラガやベティスに敵地で引き分けたりと116ゴールの内79ゴールとMSNへの依存度はこのリーガ・エスパニョーラ2連覇中よりは改善されたものの、そのMSN中心のチーム作りの過程で中盤の構成力が低下した事が前述の格下相手の取りこぼしに繋がってリーガ・エスパニョーラ3連覇を逃し、故障しがちなガレス・ベイルなどの理由でBBC（ベイル、カリム・ベンゼマ、クリスティアーノ・ロナウド）が揃わなかったレアルに覇権を奪回された。コパ・デル・レイでは決勝戦でアラベスを3-1で破り、64年ぶりの3連覇を達成した。シーズン終了後にルイス・エンリケは契約満了により退任した。
2017-18シーズンは昨年までアスレティック・ビルバオを率いていたエルネスト・バルベルデが監督に就任。ジェラール・デウロフェウの復帰、ネルソン・セメド、パウリーニョの獲得を発表。その一方でネイマールを史上最高額となる2億2200万ユーロでパリ・サンジェルマンFCに売却。後釜としてクラブ史上最高額の1億500万ユーロに加え、その金額の最大で約40%のボーナスが加算される契約でボルシア・ドルトムントのウスマン・デンベレの獲得を発表した。しかし、9月16日の第4節ヘタフェCF戦でデンベレが負傷すると、バルベルデ監督は伝統の4-3-3のフォーメーションを諦め、スアレスとメッシが2トップを組む4-4-2のフォーメーションを採用。これが功を奏したのか、前半戦では五大リーグ屈指の堅守を見せて無敗で首位通過、チャンピオンズリーグでもGSを出場チーム最小の1失点で首位通過を決めた。冬の移籍市場では夏に更新したばかりのクラブ史上最高額をさらに上回る、1億2,000万（＋変動額4,000万）ユーロを払ってリヴァプールFCから念願のフィリペ・コウチーニョを獲得し、勢いを保ったまま後半戦へ。決勝トーナメントに進出したチャンピオンズリーグでは準々決勝でASローマと対戦。ホームでの1stレグは、相手の2つのオウンゴールなどで4得点を挙げ、4-1で大勝した。しかし、ローマでの2ndレグでは、前半5分にダニエレ・デ・ロッシのロングパスに抜け出したエディン・ジェコに第1戦に続いて決められ、後半11分にそのジェコをピケが倒してしまいデ・ロッシに決められて1点差。後半37分にジェンギズ・ウンデルのコーナーキックからコスタス・マノラスにヘディングで合わせられ3点目を失い、2戦合計4-4。ホームでの1失点が重く圧し掛かり3点のリードを守れずアウェーゴール差で逆転で敗退した。国内リーグでは無敗を維持して第35節のデポルティーボ・ラ・コルーニャ戦で勝利して2年ぶりの優勝を飾ったまでは良かったが、無敗優勝目前の第37節レバンテUD戦でエマニュエル・ボアテングにハットトリックを許す等して4-5で敗戦し、記録も途絶えた。コパ・デル・レイ決勝ではセビージャFCを5-0で破り、30回目の優勝、4連覇を達成した。シーズン終了後、アンドレス・イニエスタが今季限りでの退団を発表し、その後ヴィッセル神戸へと移籍した。
2018-19シーズンはマウコム、アルトゥール、アルトゥーロ・ビダル、クレマン・ラングレ、ムサ・ワゲを獲得。一方でパウリーニョはわずか1シーズンで広州恒大に復帰し、アンドレ・ゴメス、ジェリー・ミナ、リュカ・ディニュの3名は揃ってエヴァートンFCへ、アレイクス・ビダルはセビージャFCへ移籍した。クリスティアーノ・ロナウドが退団し低迷するレアル・マドリードを尻目にリーグでは順調に勝ち点を積み重ね、第10節のエル・クラシコは5-1と圧勝。チャンピオンズリーグもインテル、トッテナム・ホットスパーと同居したグループリーグを首位通過した。冬の移籍市場ではジェイソン・ムリージョ、ケヴィン＝プリンス・ボアテングをレンタルで獲得した。その後もコパ・デル・レイ準決勝とリーグ戦によるエル・クラシコ3連戦を2勝1分で終えるなど前半戦の勢いを保ち続け、リーグは第35節レバンテUD戦に勝利し2連覇を達成した。チャンピオンズリーグもラウンド16でオリンピック・リヨン、準々決勝でマンチェスター・ユナイテッドを破り4季ぶりにベスト4に進出した。準決勝ではリヴァプールと対戦。第1戦はホームで3-0と快勝したが、第2戦は直近のリーグ戦でメッシらの主力を温存し、万全の体制で臨んだにも関わらず、ロベルト・フィルミーノとモハメド・サラーを負傷で欠いていた相手に0-4で惨敗、2戦合計3-4で2年連続3点差からの逆転敗退となった。
2019-20シーズンは、アントワーヌ・グリーズマン、フレンキー・デ・ヨング、ネト、ジュニオル・フィルポらを獲得した。一方で、フィリペ・コウチーニョ、マウコム、ヤスパー・シレッセンらを放出した。リーグ戦では、安定性の欠けるプレーが続きながらも前半戦を折り返した時点では、レアル・マドリードと勝ち点で並び首位に立っており、UEFAチャンピオンズリーグでもドルトムント、インテル、スラヴィア・プラハと同組となったグループFを首位で突破した。しかし、2020年1月のスーペルコパ・デ・エスパーニャでアトレティコ・マドリードに逆転負けを喫した後、バルベルデ監督を解任し、後任にキケ・セティエンを招聘した。しかし、その後もチームの状態が安定せず、レアル・マドリードに引き離されリーグ戦を2位で終えた。特にエル・クラシコではホームで0-0、アウェイで0-2と45年ぶりに2試合とも無得点に終わる失態を犯した。コパ・デル・レイは準々決勝でアスレティック・ビルバオに敗れた。決勝トーナメントに進出したチャンピオンズリーグでは、ラウンド16のSSCナポリ戦は2戦合計4-2で勝利したものの、新型コロナウイルスの影響で一発勝負となった準々決勝のバイエルン・ミュンヘン戦で2-8で惨敗し、ベスト8で敗退。12年ぶりに無冠でシーズンを終えることとなった。試合の数日後、キケ・セティエンは解任された。
2020-21シーズンは、オランダ代表を率いていたロナルド・クーマンが2020年8月にバルセロナ条項を発動させ、オランダサッカー協会と契約を解除しバルセロナの監督に就任した。アルトゥールとの交換トレードでユベントスからミラレム・ピャニッチを獲得し、スアレス、ビダル、ラキティッチらを放出。しかし、メッシの退団騒動に端を発した件などの責任を取るかたちで、2020年10月27日にバルトメウが会長を辞任。会長選挙は、当初は2021年1月24日の予定だったが、州政府のコロナ対策厳格化を受け、3月7日に延期することとなった。新会長が決定するまでの期間は、暫定的な理事会がクラブを運営することとなった。

### 第二次ジョアン・ラポルタ会長時代
2021年3月8日の会長選挙の投票では、ジョアン・ラポルタが過半数の30,184票を集め、ビクトル・フォント（16,679票）、トニ・フレイシャ（4,769票）を破り新会長に選出された。選挙後には規定の保証金の工面が難航し、選挙やり直しの可能性も報じられたが、銀行保証を受け3月17日に正式に会長に就任した。
2021年8月6日、クラブは長年クラブの顔として多くのタイトル獲得に貢献したリオネル・メッシの退団を電撃発表。退団の理由としては「経済的・構造的な障害のために正式な契約を結ぶことができない」とクラブ公式サイトで声明を発表。ラ・リーガの規定が契約の障害になったと示唆した。2021年夏の移籍市場ではエリック・ガルシア、メンフィス・デパイ、セルヒオ・アグエロをフリーで獲得。ルーク・デ・ヨングをレンタルで獲得。2021-22シーズンのUEFAチャンピオンズリーグではグループリーグにてFCバイエルン・ミュンヘン、SLベンフィカを相手に3失点の完封負けを喫するなど、若手主体のメンバー構成で危惧されていた通り苦戦を強いられ、10月27日にクーマンは解任された。後任監督にはクラブOBのシャビ・エルナンデスが就任。後半戦はレアル・マドリードとのエル・クラシコでは敵地で4-0と大勝するなどしてチームは盛り返したが、チャンピオンズリーグ敗退による繰り下げ出場したUEFAヨーロッパリーグでは準々決勝戦のアイントラハト・フランクフルト戦で敗退した。リーグ戦では、最終的には2位でシーズンを終え、UEFAチャンピオンズリーグ出場権を獲得。
2022-23シーズンを前に、財政難による経営立て直しのために放映権や子会社の株式売却等を敢行したことで大型補強が可能になる。バイエルン・ミュンヘンからロベルト・レヴァンドフスキ、チェルシーからアンドレアス・クリステンセンとマルコス・アロンソ、ACミランからフランク・ケシエ、セビージャからジュール・クンデを獲得。さらにカンテラ時代を過ごしたエクトル・ベジェリンもアーセナルから復帰した。
2023年3月10日、スペインの検察官は、バルセロナとラ・リーガクラブの2人の元会長に対し、試合結果に影響を与えるために高位審判関係者が所有する企業への支払いをめぐる申し立てを提出したと伝えた。2023年3月23日、UEFAは、クラブが高位審判関係者が所有する企業への支払いに関する欧州サッカー統括機関の法的枠組みの潜在的な違反を巡って調査を開始した。 その4か月後にUEFAは、ネグレイラ事件として知られるケースの進展に応じて将来的な措置を取る可能性を保留しつつ、クラブのUEFA大会への参加を一時的に認めると発表した。UEFAはFCバルセロナに、進行中の調査の進捗状況を積極的に報告し、要求されたすべての文書と情報を提供するよう義務付けた。

## 育成組織

### 概要
FCバルセロナも他のスペイン国内クラブ同様、カンテラと呼ばれる育成組織を所有している。FCバルセロナの育成組織はラ・マシアと呼ばれ、世界で最も優れた育成組織と称賛されている。
スペインでは法律により18歳になるまではプロ契約ができないため、近年では育成した選手がトップチームに昇格する直前にプレミアリーグのクラブに引き抜かれる事件がしばしば起きている。アーセナルにはセスクとフラン・メリダ、リヴァプールにはパチェコ、マンチェスター・ユナイテッドにはジェラール・ピケが引き抜かれ批判を起こしている。しかしFCバルセロナ自身、当時12歳だったアルゼンチン・CAリーベル・プレートのエリク・ラメラを家族ごとスペインに連れてこようとし、アルゼンチン国内で批判の声が上がるなど、特に安価で選手を揃えられる南米などの貧困地域で類似の問題を引き起こしている。

### 組織形態
ユースチームは能力や年齢によって、以下の16チームに分けられている。
（2024年8月現在）
| 名称                         | 対象年齢 | 監督              |
| ---------------------------- | -------- | ----------------- |
| FCバルセロナ・アトレティック |          |                   |
| フベニールA                  | 17-19歳  | Sergi Mila        |
| フベニールB                  | 17-19歳  | Òscar López       |
| カデーテA                    | 15-16歳  | Marc Serra        |
| カデーテB                    | 15-16歳  | Pol Planas        |
| インファンティールA          | 13-14歳  | David Sánchez     |
| インファンティールB          | 13-14歳  | Albert Puig       |
| アレビンA                    | 11-12歳  | Pau Moral         |
| アレビンB                    | 11-12歳  | Jordi Pérez       |
| アレビンC                    | 11-12歳  | Guillem Hérnandez |
| アレビンD                    | 11-12歳  | Juan Antonio Gil  |
| ベンハミンA                  | 9-10歳   | Dani Segovia      |
| ベンハミンB                  | 9-10歳   | David Sánchez     |
| ベンハミンC                  | 9-10歳   | Mario Jordano     |
| ベンハミンD                  | 9-10歳   | Jordi Poma        |
| プレベンハミン               | 7-8歳    | Albert Ametller   |

## ユニフォーム
- 1999-2000シーズン後半は、クラブ創立100周年ユニフォームが使用された。
- 2015-16シーズンの1stユニフォームにはクラブ初となるボーダー柄のユニフォームが採用された。
- 2005-06、2010-11、2015-16シーズンの1stユニフォームのパンツはえんじ色だった。
- 2ndユニフォームの配色は毎年異なる。2007-08シーズンはシャツ、パンツ共に水色、2006-07シーズンはシャツ、パンツ共にオレンジ色だった。2013-14、2015-16にはカタルーニャ旗の「セニェーラ」をイメージした2ndユニフォームを使用している。
- 例年、前年の2ndユニフォームはサードユニフォームとして使用されていたが、ここ数年は使用されていない(しかし、2013-14シーズンの2ndユニフォームを2014-15シーズンのアスレティック戦で1度きりだが使用した)。
- バスケットボールなど、サッカー以外のチームでも青色とえんじ色の縦ストライプのユニフォームを用いている。

### 歴代ユニフォーム
| 1899 | 1910 | 1913 | 1920 | 1992 | 1995 | 1998 |

| 1999 | 2004-2005 | 2005-2006 | 2006-2007 | 2007-2008 | 2008-2009 | 2009-2010 |

| 2010-2011 | 2011-2012 | 2012-2013 |  | 2013-2014 |  | 2014-2015 |  | 2015-2016 |  | 2016-2017 |  |

### スポンサー
一般に多くのサッカークラブではユニフォームの肩や胸部分にスポンサーのロゴを入れているが、FCバルセロナはソシオにより運営していることから、スポンサーのロゴを入れないことがクラブの伝統となっていた。歴史的な背景もあり、ソシオの会員はクラブに非常に誇りを持っている。上記のような伝統があるが、2006年に児童福祉活動への支援という観点から、ユニセフに対して5年契約で毎年190万ドルの寄付、総額950万ドルの寄付をすることで合意した。これにより、2006年9月12日から史上初めて胸にロゴを入れたユニフォームを着用している。ロゴ本来の色は白であるが、白は宿敵であるレアル・マドリードのチームカラーでもあるため、ホームは黄色、アウェイは水色のロゴになった。2011-12シーズンから5年間の契約でカタール財団とスポンサー契約を結び、1899年のクラブ創設以来初の商用ロゴ入りユニホームを着用している。「カタール財団」が胸スポンサーになったことにより、2011-12シーズンからユニセフのロゴは背番号下に入る。カタール財団のロゴの導入に当たっては、ソシオやクラブOBなどの反対も強く、元選手であり名監督であったヨハン・クライフは「シャツにしみをつけるなんてまっぴらだ。クラブ収益の一割にも満たない金のためにクラブの独立性を捨てるのか！」と反対した。また、スタジアムには「カタールにNO！」と抗議のポスターを掲げるサポーターも現れた。しかし、前会長の就任後にはクラブは4億ユーロの負債を抱えており、その前の4年間はタイトルから離れていた上にライバルのレアル・マドリードの後塵を拝していた。最終的には、現会長の尽力もあって2011年、秋のソシオの総会で承認を得た。現会長のサンドロ・ロセイは「皆さんが反対なら契約は結ばない。しかし、クラブには前会長の残した多大な負債がある」と語った。2013-14シーズンからはカタール財団とともにスポンサーとなっていたカタール航空のロゴが胸に掲示されている。また2013年12月には半導体メーカーのインテルともスポンサー契約を結んだが、スポンサーロゴはユニホームの内側にプリントされており、選手がシャツをたくし上げると見えるようになっている。2017-18シーズンから4年間、日本の楽天グループとメイングローバルパートナー契約を結び胸スポンサーとなる。2022-23シーズンから4年間、Spotifyとパートナー契約を結び胸スポンサーとなった。
| 年度      | メーカー | 胸スポンサー     |
| --------- | -------- | ---------------- |
| 1982-1992 | Meyba    | なし             |
| 1992-1998 | Kappa    | なし             |
| 1998-2006 | Nike     | なし             |
| 2006-2011 | Nike     | UNICEF           |
| 2011-2013 | Nike     | Qatar Foundation |
| 2013-2017 | Nike     | Qatar Airways    |
| 2017-2022 | Nike     | Rakuten          |
| 2022-     | Nike     | Spotify          |

## タイトル

### 国内タイトル
- プリメーラ・ディビシオン：28回

1929, 1944-45, 1947-48, 1948-49, 1951-52, 1952-53, 1958-59, 1959-60, 1973-74, 1984-85, 1990-91, 1991-92, 1992-93, 1993-94, 1997-98, 1998-99, 2004-05, 2005-06, 2008-09, 2009-10, 2010-11, 2012-13, 2014-15, 2015-16, 2017-18, 2018-19, 2022-23, 2024-25
- コパ・デル・レイ：32回

1910, 1912, 1913, 1920, 1922, 1924-25, 1925-26, 1927-28, 1941-42, 1950-51, 1951-52, 1952-53, 1956-57, 1958-59, 1962-63, 1967-68, 1970-71, 1977-78, 1980-81, 1982-83, 1987-88, 1989-90, 1996-97, 1997-98, 2008-09, 2011-12, 2014-15, 2015-16, 2016-17, 2017-18, 2020-21, 2024-25
- コパ・デ・ラ・リーガ：2回

1982-83, 1985-86
- スーペルコパ・デ・エスパーニャ：15回

1983, 1991, 1992, 1994, 1996, 2005, 2006, 2009, 2010, 2011, 2013, 2016, 2018, 2022-23, 2024-25
- コパ・エバ・ドゥアルテ：3回

1948, 1952, 1953

### 国際タイトル
- UEFAチャンピオンズリーグ：5回

1991-92, 2005-06, 2008-09, 2010-11, 2014-15
- UEFAカップウィナーズカップ：4回

1978-79, 1981-82, 1988-89, 1996-97
- UEFAスーパーカップ：5回

1992, 1997, 2009, 2011, 2015
- インターシティーズ・フェアーズカップ：3回

1955-58, 1958-60, 1965-66
- FIFAクラブワールドカップ：3回

2009, 2011, 2015

### 個人タイトル
| - FIFAバロンドール 2010 リオネル・メッシ 2011 リオネル・メッシ 2012 リオネル・メッシ 2015 リオネル・メッシ - バロンドール 1960 ルイス・スアレス 1973 ヨハン・クライフ 1974 ヨハン・クライフ 1994 フリスト・ストイチコフ 1999 リバウド 2005 ロナウジーニョ 2009 リオネル・メッシ 2019 リオネル・メッシ - コパ・トロフィー 2021 ペドリ 2022 ガビ 2024 ラミン・ヤマル - ザ・ベスト・FIFAフットボールアウォーズ 2019 リオネル・メッシ - FIFA最優秀選手賞 1994 ロマーリオ 1996 ロナウド 1999 リバウド 2004 ロナウジーニョ 2005 ロナウジーニョ 2009 リオネル・メッシ - UEFA欧州最優秀選手賞 2006 ロナウジーニョ 2009 リオネル・メッシ 2011 リオネル・メッシ 2012 アンドレス・イニエスタ 2015 リオネル・メッシ - ヨーロッパ・ゴールデンシュー 1996-97 ロナウド 2009-10 リオネル・メッシ 2011-12 リオネル・メッシ 2012-13 リオネル・メッシ 2015-16 ルイス・スアレス 2016-17 リオネル・メッシ 2017-18 リオネル・メッシ 2018-19 リオネル・メッシ | - ピチーチ賞 1942-43 マリアーノ・マルティン 1948-49 セサル・ロドリゲス・アルバレス 1964-65 カジェタノ・レ 1970-71 カルロス・レシャック 1978-79 ハンス・クランクル 1980-81 キニ 1981-82 キニ 1993-94 ロマーリオ 1996-97 ロナウド 2005-06 サミュエル・エトー 2009-10 リオネル・メッシ 2011-12 リオネル・メッシ 2012-13 リオネル・メッシ 2015-16 ルイス・スアレス 2016-17 リオネル・メッシ 2017-18 リオネル・メッシ 2018-19 リオネル・メッシ 2019-20 リオネル・メッシ 2020-21 リオネル・メッシ 2022-23 ロベルト・レヴァンドフスキ - サモラ賞 1947-48 フアン・ベラスコ 1951-52 アントニ・ラマレッツ 1955-56 アントニ・ラマレッツ 1956-57 アントニ・ラマレッツ 1958-59 アントニ・ラマレッツ 1959-60 アントニ・ラマレッツ 1965-66 ホセ・マヌエル・ペスード 1968-69 サルバドール・サドゥルニ 1972-73 ミゲル・レイナ 1973-74 サルバドール・サドゥルニ 1974-75 サルバドール・サドゥルニ 1977-78 ペドロ・アルトラ 1983-84 ウルッティ 1986-87 アンドニ・スビサレッタ 2004-05 ビクトル・バルデス 2008-09 ビクトル・バルデス 2009-10 ビクトル・バルデス 2010-11 ビクトル・バルデス 2011-12 ビクトル・バルデス 2014-15 クラウディオ・ブラーボ 2022-23 マルク＝アンドレ・テア・シュテーゲン |

## 現所属メンバー
ラ・リーガ 2024-25シーズン 基本フォーメーション（4-2-3-1）
2025年8月16日現在
注：選手の国籍表記はFIFAの定めた代表資格ルールに基づく。
| No. | Pos. |              | 選手名                     |
| --- | ---- | ------------ | -------------------------- |
| 1   | GK   | スペイン     | イニャキ・ペーニャ ☆       |
| 3   | DF   | スペイン     | アレハンドロ・バルデ ☆     |
| 4   | DF   | ウルグアイ   | ロナルド・アラウホ ☆ ()第2 |
| 5   | DF   | スペイン     | パウ・クバルシ ☆           |
| 6   | MF   | スペイン     | ガビ ☆                     |
| 7   | FW   | スペイン     | フェラン・トーレス         |
| 8   | MF   | スペイン     | ペドリ 第5                 |
| 9   | FW   | ポーランド   | ロベルト・レヴァンドフスキ |
| 10  | FW   | スペイン     | ラミン・ヤマル ☆           |
| 11  | FW   | ブラジル     | ハフィーニャ ()第4         |
| 13  | GK   | スペイン     | ジョアン・ガルシア         |
| 14  | FW   | イングランド | マーカス・ラッシュフォード |

| No. | Pos. |              | 選手名                               |
| --- | ---- | ------------ | ------------------------------------ |
| 15  | DF   | デンマーク   | アンドレアス・クリステンセン         |
| 16  | MF   | スペイン     | フェルミン・ロペス ☆                 |
| 17  | MF   | スペイン     | マルク・カサド ☆                     |
| 20  | MF   | スペイン     | ダニ・オルモ ☆                       |
| 21  | MF   | オランダ     | フレンキー・デ・ヨング 第3           |
| 23  | DF   | フランス     | ジュール・クンデ                     |
| 24  | DF   | スペイン     | エリック・ガルシア ☆                 |
| 25  | GK   | ポーランド   | ヴォイチェフ・シュチェスニー         |
|     | GK   | ドイツ       | マルク＝アンドレ・テア・シュテーゲン |
|     | MF   | スペイン     | オリオール・ロメウ ☆                 |
|     | MF   | スウェーデン | ルーニー・バルドグジ                 |

※ ☆は育成組織出身 ★はEU圏外選手を示す。

### リザーブチーム
注：選手の国籍表記はFIFAの定めた代表資格ルールに基づく。
| No. | Pos. |          | 選手名                 |
| --- | ---- | -------- | ---------------------- |
| 26  | DF   | スペイン | Jofre Torrents         |
| 27  | MF   | スペイン | Dro Fernández          |
| 29  | FW   | スペイン | トニ・フェルナンデス   |
| 30  | MF   | スペイン | ギジェ・フェルナンデス |
| 31  | GK   | スペイン | Diego Kochen           |

| No. | Pos. |          | 選手名                 |
| --- | ---- | -------- | ---------------------- |
| --  | MF   | スペイン | マルク・ベルナル       |
| --  | DF   | スペイン | エクトル・フォルト     |
| --  | DF   | スペイン | ジェラール・マルティン |
| --  | DF   | スペイン | アンドレス・クエンカ   |

### ローン移籍
in
注：選手の国籍表記はFIFAの定めた代表資格ルールに基づく。
| No. | Pos. |              | 選手名                                                    |
| --- | ---- | ------------ | --------------------------------------------------------- |
| --  | FW   | イングランド | マーカス・ラッシュフォード (マンチェスター・ユナイテッド) |

| No. | Pos. |  | 選手名 |
| --- | ---- |  | ------ |

out
注：選手の国籍表記はFIFAの定めた代表資格ルールに基づく。
| No. | Pos. |          | 選手名                            |
| --- | ---- | -------- | --------------------------------- |
| --  | GK   | スペイン | アンデル・アストララガ (グラナダ) |

| No. | Pos. |          | 選手名                    |
| --- | ---- | -------- | ------------------------- |
| --  | FW   | スペイン | アンス・ファティ (モナコ) |

### スタッフ
| 役職     | スタッフ                       |
| -------- | ------------------------------ |
| 監督     | ハンジ・フリック               |
| 助監督   | マルクス・ソルグ               |
| 助監督   | トニ・タパロヴィッチ           |
| 助監督   | ハイコ・ヴェスターマン         |
| GKコーチ | ホセ・ラモン・デ・ラ・フエンテ |

## 歴代所属選手

### 背番号別ベストプレーヤー
- 2020年4月8日、マルカによって背番号1から23までのFCバルセロナ史上の背番号別ベストプレーヤーが発表された[48]。

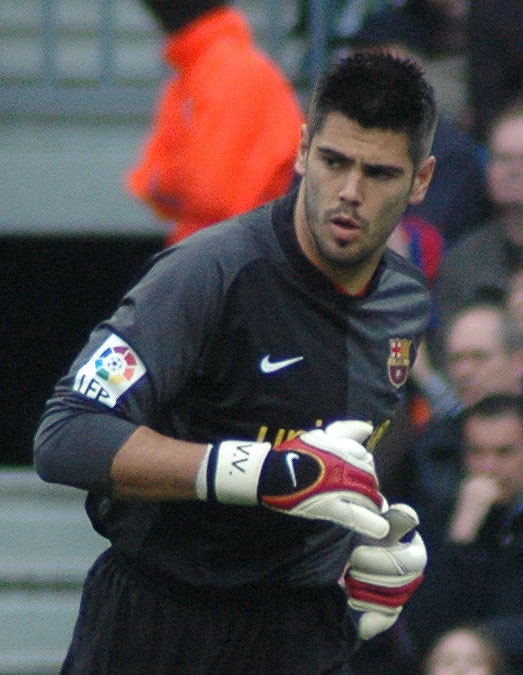
ビクトル・バルデス#1
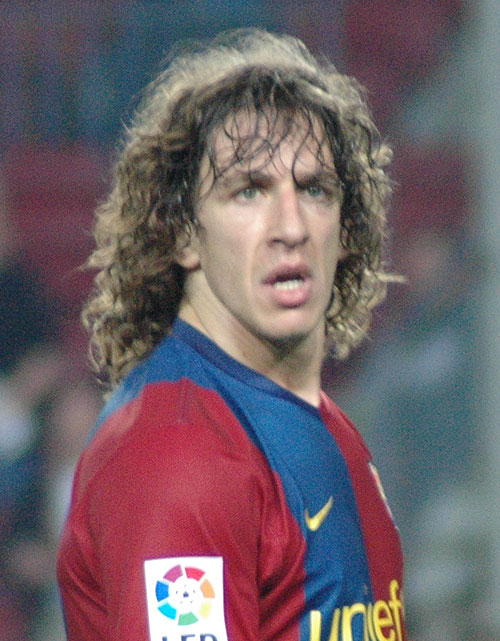
カルレス・プジョル#5
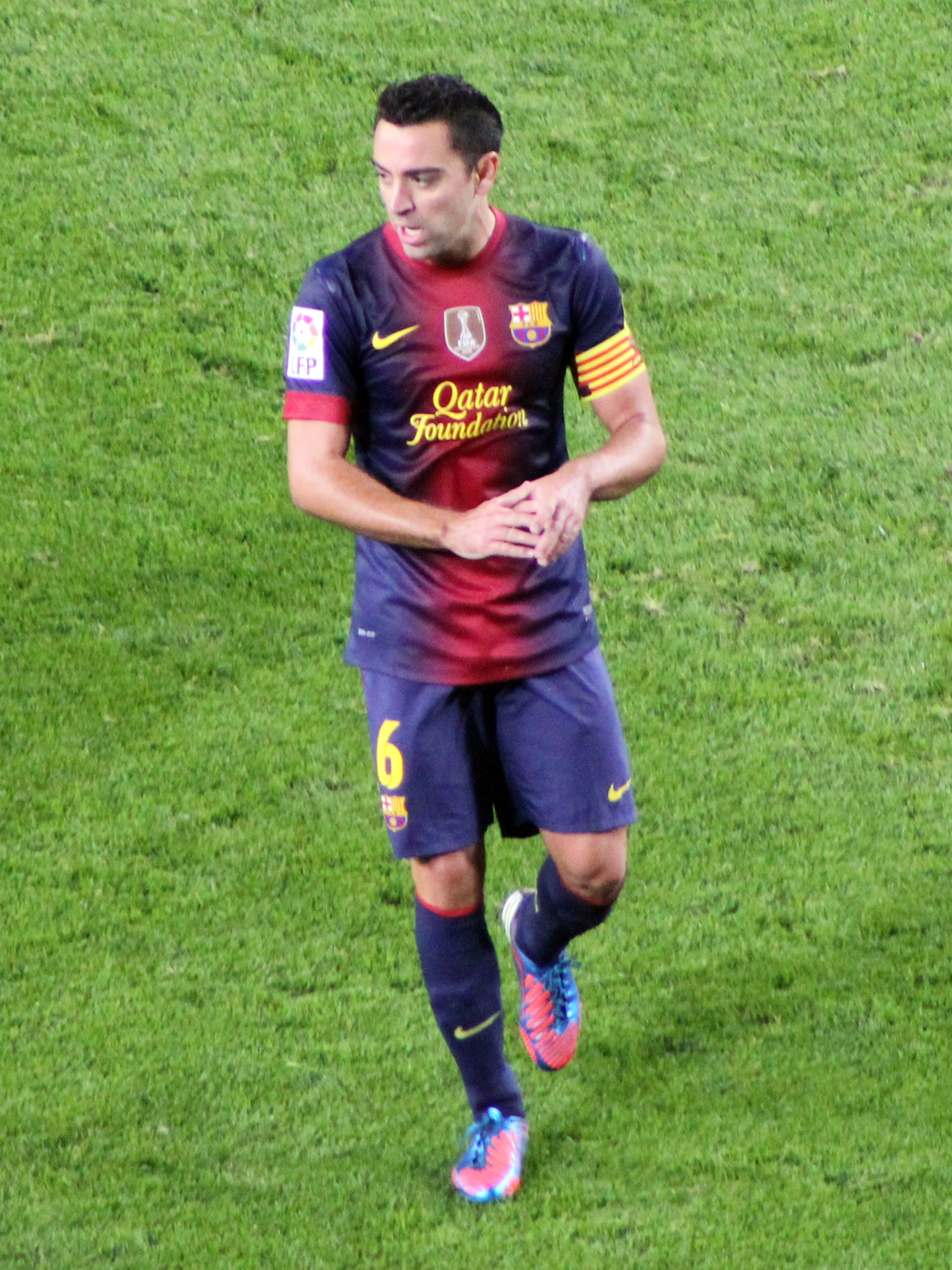
シャビ・エルナンデス#6
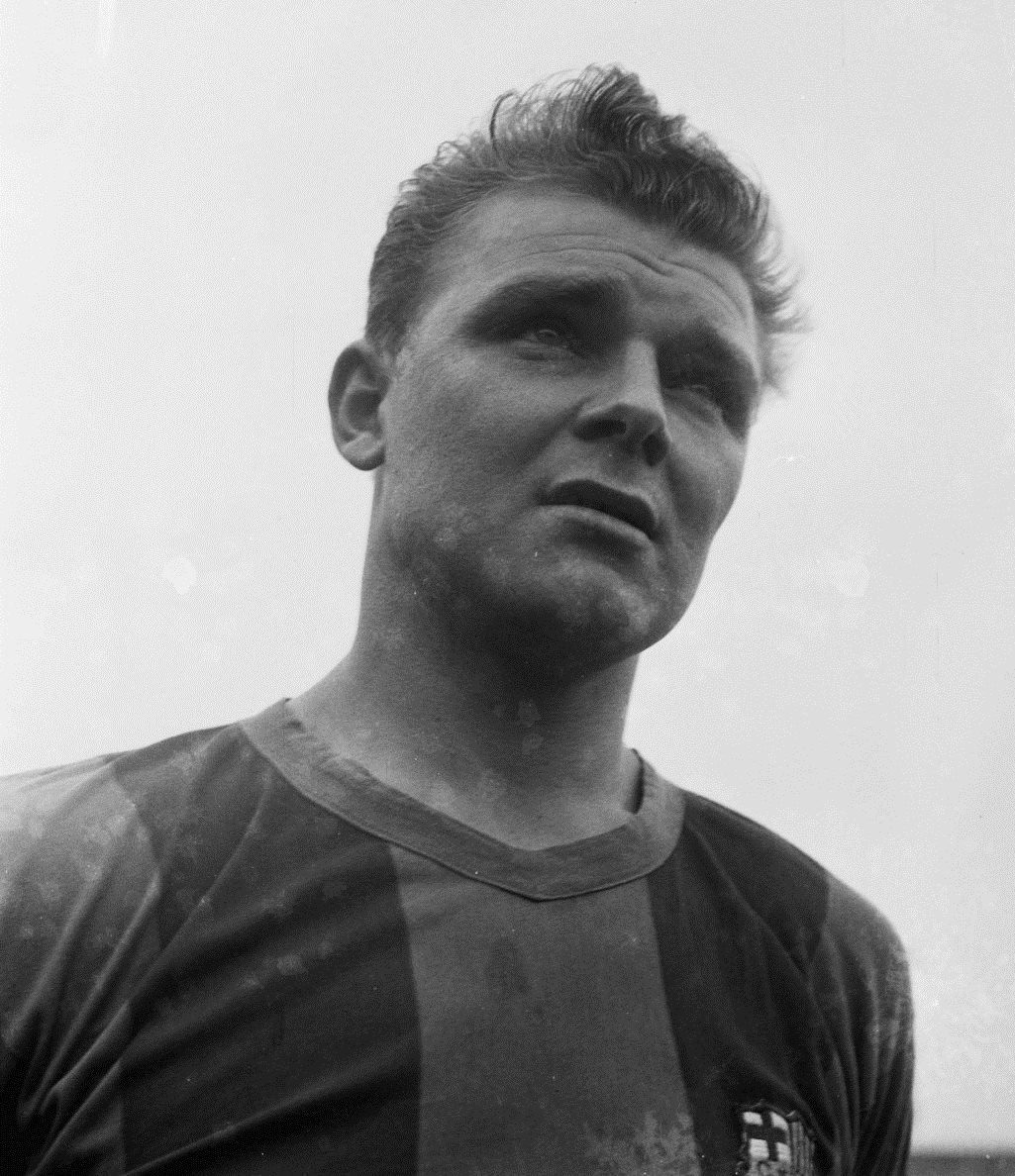
ラディスラオ・クバラ#7
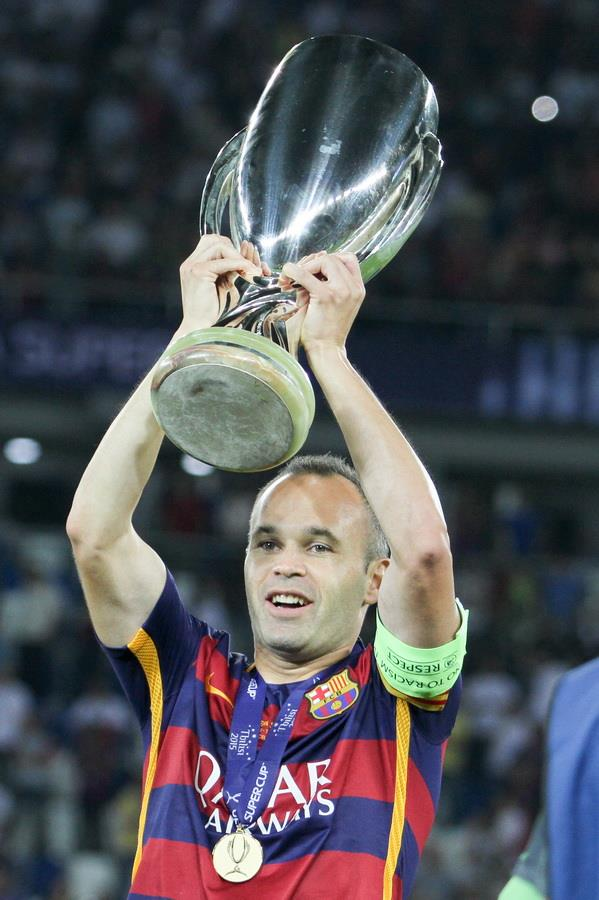
アンドレス・イニエスタ#8
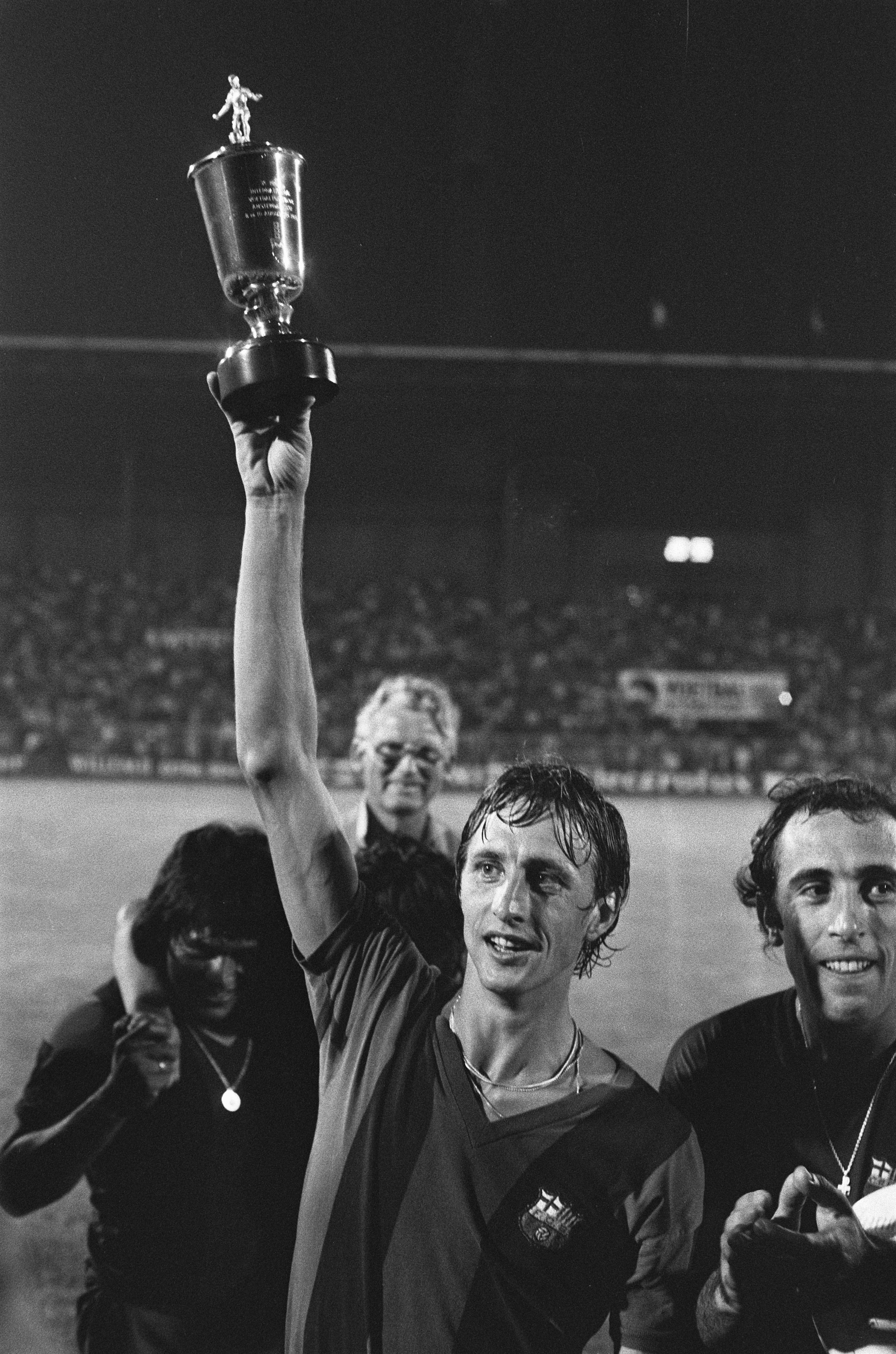
ヨハン・クライフ#9
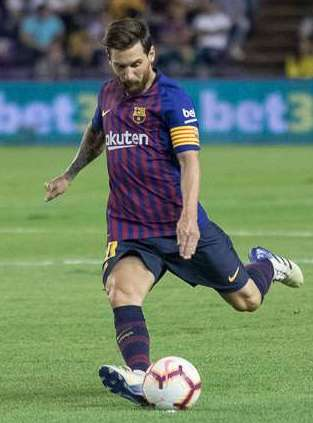
リオネル・メッシ#10
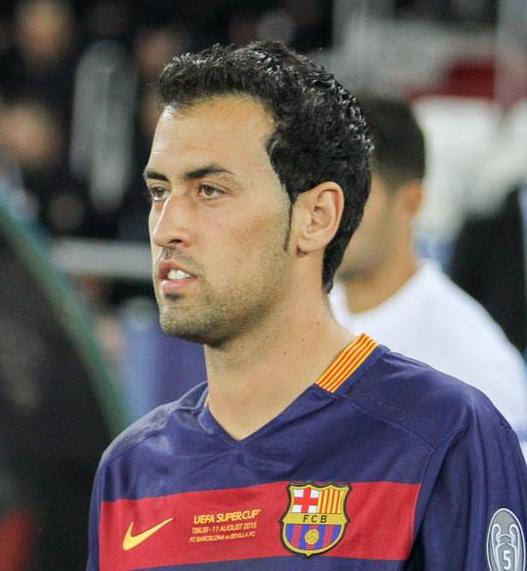
セルヒオ・ブスケツ#16

注：選手の国籍表記はFIFAの定めた代表資格ルールに基づく。
| No. | Pos. |              | 選手名                   |
| --- | ---- | ------------ | ------------------------ |
| 1   | GK   | スペイン     | ビクトル・バルデス       |
| 2   | DF   | ブラジル     | ダニエウ・アウヴェス     |
| 3   | DF   | スペイン     | ジェラール・ピケ         |
| 4   | DF   | オランダ     | ロナルド・クーマン       |
| 5   | DF   | スペイン     | カルレス・プジョル       |
| 6   | MF   | スペイン     | シャビ・エルナンデス     |
| 7   | FW   | ハンガリー   | ラディスラオ・クバラ     |
| 8   | MF   | スペイン     | アンドレス・イニエスタ   |
| 9   | FW   | オランダ     | ヨハン・クライフ         |
| 10  | FW   | アルゼンチン | リオネル・メッシ         |
| 11  | FW   | ブラジル     | リバウド                 |
| 12  | GK   | スペイン     | サルバドール・サドゥルニ |

| No. | Pos. |            | 選手名                     |
| --- | ---- | ---------- | -------------------------- |
| 13  | GK   | チリ       | クラウディオ・ブラーボ     |
| 14  | FW   | フランス   | ティエリ・アンリ           |
| 15  | DF   | スペイン   | ミゲル・アンヘル・ナダル   |
| 16  | MF   | スペイン   | セルヒオ・ブスケツ         |
| 17  | FW   | スペイン   | ペドロ・ロドリゲス         |
| 18  | DF   | スペイン   | ジョルディ・アルバ         |
| 19  | FW   | オランダ   | パトリック・クライファート |
| 20  | MF   | ポルトガル | デコ                       |
| 21  | MF   | スペイン   | ルイス・エンリケ           |
| 22  | DF   | フランス   | エリック・アビダル         |
| 23  | MF   | スペイン   | イバン・デ・ラ・ペーニャ   |

- ビクトル・バルデス#1
- カルレス・プジョル#5
- シャビ・エルナンデス#6
- ラディスラオ・クバラ#7
- アンドレス・イニエスタ#8
- ヨハン・クライフ#9
- リオネル・メッシ#10
- セルヒオ・ブスケツ#16

## クラブ記録

### 出場試合数
2025年7月1日現在
| #  | ポジション | 選手名                 | 所属期間  | 試合数 |
| -- | ---------- | ---------------------- | --------- | ------ |
| 1  | FW         | リオネル・メッシ       | 2004-2021 | 778    |
| 2  | MF         | シャビ・エルナンデス   | 1998-2015 | 767    |
| 3  | MF         | セルヒオ・ブスケツ     | 2008-2023 | 722    |
| 4  | MF         | アンドレス・イニエスタ | 2002-2018 | 674    |
| 5  | DF         | ジェラール・ピケ       | 2008-2022 | 616    |
| 6  | DF         | カルレス・プジョル     | 1999-2014 | 593    |
| 7  | DF         | ミゲリ                 | 1973-1989 | 549    |
| 8  | GK         | ビクトル・バルデス     | 2002-2014 | 535    |
| 9  | DF         | ジョルディ・アルバ     | 2012-2023 | 459    |
| 10 | FW         | カルロス・レシャック   | 1965-1981 | 450    |

### 総得点数
2025年7月1日現在
| #  | ポジション | 選手名                     | 所属期間            | 得点数 |
| -- | ---------- | -------------------------- | ------------------- | ------ |
| 1  | FW         | リオネル・メッシ           | 2004-2021           | 672    |
| 2  | FW         | パウリーノ・アルカンタラ   | 1912-1916 1918-1927 | 369    |
| 3  | FW         | セサル・ロドリゲス         | 1939-1955           | 232    |
| 4  | FW         | ルイス・スアレス           | 2014-2020           | 198    |
| 5  | FW         | ラディスラオ・クバラ       | 1950-1961           | 194    |
| 6  | FW         | ジョゼップ・サミティエール | 1919-1932           | 184    |
| 7  | FW         | ジョゼップ・エスコラ       | 1934-1948           | 167    |
| 8  | FW         | サミュエル・エトー         | 2004-2009           | 130    |
| 8  | FW         | リバウド                   | 1997-2002           | 130    |
| 10 | FW         | アンヘル・アロチャ         | 1927-1933           | 128    |

### 移籍金 in
| #  | 移籍金(€) | シーズン | 選手名                       | クラブ                         |
| -- | --------- | -------- | ---------------------------- | ------------------------------ |
| 1  | 135.00m   | 2017-18  | フェリペ・コウチーニョ       | リヴァプール                   |
| 1  | 135.00m   | 2017-18  | ウスマン・デンベレ           | ボルシア・ドルトムント         |
| 3  | 120.00m   | 2019-20  | アントワーヌ・グリーズマン   | アトレティコ・マドリード       |
| 4  | 88.00m    | 2013-14  | ネイマール                   | サントス                       |
| 5  | 86.00m    | 2019-20  | フレンキー・デ・ヨング       | アヤックス                     |
| 6  | 81.72m    | 2014-15  | ルイス・スアレス             | リヴァプール                   |
| 7  | 69.50m    | 2009-10  | ズラタン・イブラヒモヴィッチ | インテルナツィオナーレ・ミラノ |
| 8  | 60.00m    | 2020-21  | ミラレム・ピャニッチ         | ユヴェントス                   |
| 9  | 58.00m    | 2022-23  | ハフィーニャ                 | リーズ・ユナイテッド           |
| 10 | 55.00m    | 2021-22  | フェラン・トーレス           | マンチェスター・シティ         |
| 10 | 55.00m    | 2024-25  | ダニ・オルモ                 | RBライプツィヒ                 |

### 移籍金 out
| #  | 移籍金(€) | シーズン | 選手名                 | クラブ                             |
| -- | --------- | -------- | ---------------------- | ---------------------------------- |
| 1  | 222.00m   | 2017-18  | ネイマール             | パリ・サンジェルマン               |
| 2  | 80.60m    | 2020-21  | アルトゥール           | ユヴェントス                       |
| 3  | 60.00m    | 2000-01  | ルイス・フィーゴ       | レアル・マドリード                 |
| 4  | 50.00m    | 2023-24  | ウスマン・デンベレ     | パリ・サンジェルマン               |
| 5  | 42.50m    | 2014-15  | アレクシス・サンチェス | アーセナル                         |
| 6  | 42.00m    | 2018-19  | パウリーニョ           | 広州恒大                           |
| 7  | 40.00m    | 2019-20  | マウコム               | ゼニト・サンクトペテルブルク       |
| 8  | 35.00m    | 2019-20  | ヤスパー・シレッセン   | バレンシア                         |
| 9  | 33.00m    | 2014-15  | セスク・ファブレガス   | チェルシー                         |
| 10 | 32.00m    | 2020-21  | ネルソン・セメド       | ウルヴァーハンプトン・ワンダラーズ |

## 歴代キャプテン
- ラモン・アレサンコ 1986-1993
- ホセ・マリア・バケーロ 1993-1996
- ゲオルゲ・ポペスク 1996-1997
- ジョゼップ・グアルディオラ 1997-2001
- セルジ・バルフアン 2001-2002
- ルイス・エンリケ 2002-2004
- カルレス・プジョル 2004-2014
- シャビ・エルナンデス 2014-2015
- アンドレス・イニエスタ 2015-2018
- リオネル・メッシ 2018-2021
- セルヒオ・ブスケツ 2021-2023
- セルジ・ロベルト 2023-2024
- マルク＝アンドレ・テア・シュテーゲン 2024-